# 佐藤直紀
佐藤直紀（1970年5月2日—）是日本作曲家。出生于千葉县。东京音乐大学作曲科毕业。
主要工作是電影配樂、戏剧、动画、音樂劇的音乐及主题曲·插入歌的作曲、编曲。
第29回日本電影金像獎最优秀音乐奖得主。

## 主要作品

### 电影
2004年
- 恋愛小説
- 海猿

2005年
- 魔女潛艦
- 功夫棒球
- 永遠的三丁目的夕陽
- 電影 光之美少女 Max Heart
- 電影 光之美少女 Max Heart 2 雪空的朋友

2006年
- シムソンズ
- LIMIT OF LOVE 海猿
- 手紙
- 電影 光之美少女Splash Star 滴嗒危機一髮!

2007年
- 俺は、君のためにこそ死ににいく
- ALWAYS再續幸福的三丁目
- 異邦人 無皇刃譚
- 黑帶KURO-OBI
- 如月疑雲
- Little DJ～小小的愛情故事
- 電影 Yes! 光之美少女5 鏡之國的奇蹟大冒險!

2008年
- 銀色のシーズン
- 白色榮光
- ガチ☆ボーイ
- 戰國英豪
- K20：怪人二十面相
- 電影 Yes! 光之美少女5GoGo! 甜點王國中的歡樂生日♪

2009年
- 光之美少女 All Stars DX 大家都是朋友☆奇蹟的全員大集合！ - 与高梨康治共同
- 守護天使
- 白色榮光2：染血將軍的凱旋
- ハゲタカ
- 劇場版：交響詩篇 口袋裏的彩虹
- 巨乳排球
- BALLAD 名もなき恋のうた

2010年
- THE LAST MASSEGE 海猿
- 光之美少女 All Stars DX2 希望之光☆守護彩虹寶石！ - 与高梨康治共同
- SPACE BATTLESHIP 大和號

2011年
- 光之美少女 All Stars DX3 傳達到未來！連結世界☆彩虹之花！
- 岳：冰峰救援
- 少女たちの羅針盤
- DOG×POLICE 純白の絆
- 麻吉妖怪島

2012年
- 永遠的三丁目的夕陽 64年
- Blood-C: The Last Dark
- BRAVE HEARTS 海猿
- 神劍闖江湖
- 使者

2013年
- 永遠的0

2014年
- 神劍闖江湖 京都大火篇
- 神劍闖江湖：傳說的最後時刻篇
- KANO
- 寄生獸
- STAND BY ME 哆啦A夢
- 青天の霹靂

2015年
- 寄生獸 完結篇
- 暗殺教室
- 杉原千畝 スギハラチウネ

2016年
- 暗殺教室〜卒業篇〜
- 秘密 THE TOP SECRET
- 被稱為海賊的男人

2017年
- 本能寺大飯店
- DESTINY 鎌倉物語

2018年
- OVER DRIVE
- 電影版空中急診英雄 -海空災難最終救援-
- 我的傲嬌男友
- 億男

2019年
- 假面飯店
- 阿基米德大戰
- 勇者鬥惡龍 你的故事 - 插曲

2020年
- 罪之聲
- STAND BY ME 哆啦A夢 2

2021年
- 無名世界的片尾曲
- 神劍闖江湖 最終章 The Final
- 神劍闖江湖 最終章 The Beginning
- 假面飯店：假面之夜

2022年
- 七龍珠超 超級英雄
- GHOSTBOOK 妖怪圖鑑

2023年
- THE LEGEND & BUTTERFLY
- 湯道
- 哥吉拉-1.0

### 電視劇
NHK
- 2007年
  - 禿鷹（日语：ハゲタカ_(2007年のテレビドラマ)）
  - 陽炎十字路~瞌睡的磐音~江戶雙紙（日语：陽炎の辻〜居眠り磐音_江戸双紙〜）
- 2008年 - 陽炎十字路2~瞌睡的磐音~江戶雙紙（日语：陽炎の辻〜居眠り磐音_江戸双紙〜）
- 2009年 - 陽炎十字路3~瞌睡的磐音~江戶雙紙（日语：陽炎の辻〜居眠り磐音_江戸双紙〜）
- 2010年 - 龍馬傳
- 2011年 - 康乃馨
- 2014年 - 落櫻繽紛
- 2015年 - 經世濟民的男人 高橋是清（日语：経世済民の男#『経世済民の男_高橋是清』）
- 2016、2017年 - 精靈守護者
- 2019年
  - 新月（日语：みかづき_(小説)#テレビドラマ）
  - Mistresses～女人們的祕密～（日语：ミストレス〜女たちの秘密〜）
- 2021年 - 直衝青天

朝日電視台
- 2011年 - 廚藝小天王特別篇（日语：味いちもんめ#テレビドラマ）
- 2013年 - 廚藝小天王特別篇（日语：味いちもんめ#テレビドラマ）

TBS電視台
- 2003年
  - 夢想飛行
  - 曼哈頓愛情故事
- 2004年 - Orange Days
- 2005年 - H2～好逑雙物語～
- 2007年 - 別開玩笑！
- 2012年 - 命運之人
- 2017年 - A LIFE〜深愛的人〜
- 2024年 - 海中沉睡的鑽石

富士電視台
- 2003年
  - 顏
  - WATER BOYS
- 2004年
  - FIRE BOYS 〜め組の大吾〜
  - WATER BOYS2
- 2005年 - 海猿
- 2006年 - 主播台女王
- 2007年
  - 老婆這週要出牆
  - 赤足小子
- 2008年 - Code Blue救護直升機醫生
- 2010年 - Code Blue救護直升機醫生2
- 2012年 - PRICELESS人生無價
- 2013年 - 急診室24小時V
- 2017年 - Code Blue救護直升機醫生3
- 2019年 - 磯野家的人們～20年後的海螺小姐～
- 2020年 - 教場
- 2021年 - 教場II
- 2023年 - 風間公親－教場0－
- 2023年 - ONE DAY～平安夜的騷動～

WOWOW
- 2008年 - 潘朵拉
- 2009年 - 飛上天空的輪胎
- 2010年 - 潘朵拉II飢餓列島
- 2011年 - CO 移植協調者
- 2011年 - 潘朵拉III革命前夜
- 2013年 - 女與男的熱帯
- 2014年 - 潘朵拉〜永遠的生命〜
- 2016年 - 不沉的太陽
- 2018年 - 潘朵拉Ⅳ AI戰爭

### 动画
- 2001年 - X
- 2002年 - MOUSE
- 2003年
  - 遙遠時空2-白龍的神子-
  - 機甲露寶
- 2004年-2008年 - 光之美少女系列鷲尾天時代
- 2005年
  - 喜歡所以喜歡
  - 交响诗篇
- 2007年
  - 英雄時代
  - 豆芽小文
  - 魔法人力派遣公司
- 2011年 - BLOOD-C
- 2012年 - 超速變形螺旋傑特
- 2015年 - 暗殺教室
- 2023年 - 希望之力～成年光之美少女'23～

### 游戏
- 2008年 - 428：被封鎖的澀谷

### 其他
- 2020年東京奥運會 頒獎儀式音樂

## 出演
- 2007年6月17日 - きらり10代!（NHK廣播第1頻率）

## 奖项
- 2005年 - 第29回日本電影金像獎・最优秀音乐奖（ALWAYS 三丁目の夕日）
- 2007年 - 第31回日本電影金像獎・优秀音乐奖